# Zanthoxylum esquirolii
Zanthoxylum esquirolii là một loài thực vật có hoa trong họ Cửu lý hương. Loài này được H. Lév. miêu tả khoa học đầu tiên năm 1914.